# Frank Jensen (borgmester i Fanø Kommune)
Frank Jensen (født 8. marts 1977) er en dansk politiker fra Radikale Venstre, der siden 1. januar 2022 har været borgmester i Fanø Kommune, hvor han afløste Sofie Valbjørn fra Alternativet.
Frank Jensen er opvokset på Fanø, men rejste væk fra øen. Han vendte tilbage til Fanø med sin familie omkring et år før kommunalvalget i 2021. Han arbejdede med økonomistyring ved Sikkerhedsstyrelsen i Esbjerg. Han er både uddannet som skolelærer og økonom.